# Onthophagus landolti
Onthophagus landolti är en skalbaggsart som beskrevs av Edgar von Harold 1880. Onthophagus landolti ingår i släktet Onthophagus och familjen bladhorningar. Utöver nominatformen finns också underarten O. l. texanus.